# Централен университет на Венецуела
Централният университет на Венецуела (на испански: Universidad Central de Venezuela) е най-голямото висше училище във Венецуела.
Основан през 1721 г. в Каракас, той е най-старият университет в страната и сред най-старите в Америка. Кампусът е проектиран от венецуелския архитект Карлос Раул Виянуева и е включен в Списъка на световното наследство на ЮНЕСКО през 2000 г.

## История

### Произход
Още през 1673 година перуанския епископ Антоио Гонсалез де Акуня основава семинария в Каракас. Въпреки че впоследствие семинарята е разширена и отваря училище към нея, стуентите желаещи да получат университетска диплома е трябвало да ходят до Санто Доминго, Богота или Мексико (град). Това кара тогавашният ректор Франсиско Мартинез де Порас и гражданите на Каракас да посикат от испанкия крал основаването на университет. В отговор Филип V Испански на 22 декември 1721 година подписва кралски указ провъзгласявайки семинарята и нейното училище като Кралски и папски университет Каракас (на испански: Universidad Real y Pontificia de Caracas). Папа Инокентий XIII потвърждава указа през 1722 година. Университета предлагал дипломи по философия, теология, канонично право и медицина. До 1810 остава единствения университет във Венецуела.

### Републиканско начало
До края на 18 век официалната цензура на Ватикана се пренебрегвана във Венецуела, което улеснява вноса на литература от автори като Русо, Лок, Монтескьо, Дидро. Това обстоятелство води до научно просветление на цяла генерация студенти сред които Симон Боливар и Фрнсиско де Миранда, които по-късно водят движението против испанската колониализация. След прозъвгласяването на републиканските статути от Симон Боливар на 24 юни 1827 година университета се секуларизира и изключителнота власт върху него се прехвърля на ректора.

### 20 век
Университета остава бастион на републиканизма в страната. Дошлият в 1908 година на власт чрез военен преврат диктатор Хуан Висенте Гомез закрива университета между 1912 и 1922. Страхувайки се от либералното възпитание и републиканизма преподавани в университета Гомез предпочита да назначава обучени чужденци пред обучаването на собственото население.
Преоткриването се използва от тогавашния ректор Фелипе Гевара Рохас за преогранизация на традиционалните структури в модерни факултети. През 1928 масови студентски протести водят до опит за свалянето на Гомез. Преврата не успява и редица студенти биват хвърляни в затвора и впоследствие изгонвани от страната без правото да завършат следването си.
През 1942 сградите на университета се оказват хронично недостатъчни за да приемат увеличаващите се от десетилетия студенти. Правителството на Венецуела купува бившата хасиенда на Симон Боливар и възлага проектирането на нов кампус на архитекта Карлос Раул Виянуева. Резултиращият от това Университетски град в Каракас е включен като единствен университетски кампус в списъка за световно наследство на ЮНЕСКО.
В 1958 година след падането на диктатора Маркус Перес Хименес венецуелското правителство приема закон за автономията на университетите гарантираща им пълна свобода и защита от намесата на държавата. Тази автомония обаче бива злоупотребяване през 1960-те години от групи герили подкрепяни от Фидел Кастро, които използват университета като убежище от властите. В крайна сметка на 3 октомври 1970 тогавашният президент Рафаел Калдера дава военна заповед за окупирането на университета. Университета възобновява функциите си през 1971 под ново ръководство.
Втората половина на 20 век води до идването на много европейски имигранти във Венецуела вследствие на Втората световна война и Испанската гражданска война. Многобройни европейски учени и интелектуалци встъпват в длъжност в университета и помагат за изграждането на днежния му облик и академична насоченост.

## Структура
Университета е организиран в 11 факултета подразделени на 40 института (lang-es|facultades y escuelas). Всичките специалностти се преподават до степени равняващи се на бакалавър, магистър и доктор.
- Архитектура и урбанистика[5]
- Агрономия[6]
- Инженерство[7]

1. Строително инженерство
2. Геодезия
3. Електротехника
4. Хидрология
5. Геофизика
6. Геология
7. Минно инженерство
8. Металургия
9. Механика
10. Петролно инженерство
11. Химично инженерство

- Хуманни науки[8]

1. Изкуство
2. Педагогика
3. История
4. Библиотекарство
5. Литература
6. География
7. Философия
8. Психология
9. Социална комуникация
10. Филология

- Правни и политически науки[9]

1. Право
2. Политология

- Медицина[10]

1. Бионанализа
2. Медицина
3. Диетология
4. Акушерство

- Социални и икономически науки[11]

1. Антропология
2. Бизнес администрация
3. Икономика
4. Международни науки
5. Статистика
6. Социология
7. Социален труд

- Одонтология[12]
- Фармация[13]
- Науки[14]

1. Биология
2. Химия
3. Компютърни науки
4. Геохимия
5. Физика
6. Математика

- Ветеринарна медицина[15]

## Кампус
Кампусът на Централния университет на Венецуела е известен под именто Университетски град в Каракас (на испански: Ciudad Universitaria de Caracas). Признат е за световно културно наследство от ЮНЕСКО през 2000 година. Намира се в квартал Сан Педро, Каракас. Считан се за майсторско произведение на архитектурата и урбанизма.

## Знаме
В средата на правоъгълното знаме се намира еблемата на университета. Обикновено знамето се издига от дясната страна на националното знаме на Венецуела и от ляво да съответното факултетско знаме.
Знамената на факултетите са правоъгълни и в средата им се намира емблемата на съответния факултет. В официалната версия в горния ъгъл от страната на флагщока се поставя герба на университета. Задния фон се състои от съответния факултетен цвят.

## Известни студенти и професори
непълен списък
- Хуан Батиста Перес (1869 – 1952), политик
- Андреас Бейо (1781 – 1865), юрист, философ, писател
- Ромуло Галегос (1884 – 1969), писател, политик
- Едмундо Гонсалес (р. 1949), политик
- Антонио Гузман (1829 – 1899), генерал, политик
- Хосе Грегорио Ернандес (1864 – 1919), медик, национален светец
- Франсиско де Миранда (1750 – 1816), офицен, революционер
- Карлос Андрес Перес (1922 – 2010), политик
- Артуро Услар Пиетри (1906 – 2001), писател
- Хосе Мария Варгас (1786 – 1854), лекар, писател, политик